# Zankyo Reference
Zankyo Reference (яп. 残響リファレンス Zankyō Rifarensu, lit. Echo Reference) — пятый полноценный альбом японской рок-группы ONE OK ROCK, выпущенный 05 октября 2011 года.
Сингл «Re: make» был использован в рекламе Avex Group Holdings Inc., в то время как сингл «NO SCARED» был использован в видео игре для PSP Black Rock Shooter: The Game. Песня «LOST AND FOUND» была использована как музыкальная тема к фильму Милокрорз: История любви.

## Список композиций
| №                   | Название                                                                | Текст песни         | Музыка               | Длительность |
| ------------------- | ----------------------------------------------------------------------- | ------------------- | -------------------- | ------------ |
| 1.                  | «Coda»                                                                  |                     | Тору                 | 0:50         |
| 2.                  | «LOST AND FOUND»                                                        | Така                | Така Тору            | 3:03         |
| 3.                  | «Answer is Near» (яп. アンサイズニア)                                   | Така                | Така Тору            | 3:40         |
| 4.                  | «NO SCARED»                                                             | Така                | Така Тору            | 3:39         |
| 5.                  | «C.h.a.o.s.m.y.t.h.»                                                    | Така                | Така Тору Рёта Томоя | 5:18         |
| 6.                  | «Mr. Gendai Speaker» (яп. Mr.現代Speaker)                               | Така                | Така Тору            | 3:54         |
| 7.                  | «Seken Shirazu no Uchū Hikōshi» (яп. 世間知らずの宇宙飛行士)            | Рёта Томоя          | Рёта Томоя           | 3:32         |
| 8.                  | «Re:make»                                                               | Така                | Така                 | 3:25         |
| 9.                  | «Pierce»                                                                | Така                | Така                 | 4:25         |
| 10.                 | «Let's Take It Someday»                                                 | Така                | Така                 | 3:41         |
| 11.                 | «Kimishidai Ressha» (яп. キミシダイ列車 (Со скрытым треком "Tateyama")) | Така                | Така Тору Рёта Томоя | 8:13         |
| Общая длительность: | Общая длительность:                                                     | Общая длительность: | Общая длительность:  | 39:41        |

## Дополнительные факты
Название песни «C.h.a.o.s.m.y.t.h.» состоит из инициалов их друзей.

## Чарты

### Альбом
| Чарт (2011)                        | Наивысшая позиция |
| ---------------------------------- | ----------------- |
| Японские альбомы (Oricon)          | 2                 |
| Японские альбомы (Billboard Japan) | 2                 |

### Синглы
| Название                              | Год  | Наивысшая позиция | Наивысшая позиция |
| Название                              | Год  | JPN Oricon        | JPN Billboard     |
| ------------------------------------- | ---- | ----------------- | ----------------- |
| «Answer is Near» (яп. アンサイズニア) | 2011 | 6                 | 13                |
| «Re:make/No Scared»                   | 2011 | 6                 | 10                |

### Другие песни в чартах
| Название             | Год  | Наивысшая позиция |
| Название             | Год  | JPN Billboard     |
| -------------------- | ---- | ----------------- |
| «C.h.a.o.s.m.y.t.h.» | 2011 | 88                |

## Сертификации
| Регион                                                      | Сертификация | Продажи  |
| ----------------------------------------------------------- | ------------ | -------- |
| Япония (RIAJ)                                               | Золотой      | 100 000^ |
| ^ Данные о тиражах приведены только на основе сертификации. |              |          |

## Награды
MTV Video Music Awards Japan
| Год  | Номинируемая работа                   | Категория       | Результат |
| ---- | ------------------------------------- | --------------- | --------- |
| 2012 | «Answer is Near» (яп. アンサイズニア) | Best Rock Video | Победа    |

## Участники записи
ONE OK ROCK
- Такахиро «Така» Мориути — Вокал
- Тору Ямасита — Рэп, Ритм-гитара
- Рёта Кохама — Бас-гитара
- Томоя Канки — Ударные